# 里坡
里坡（1928年7月23日—2013年3月31日），原名李庆章，天津市宝坻区大口屯镇镇北村人，中华人民共和国男演员。

## 生平
1928年农历六月十四日出生于宝坻县大口屯镇镇北村。原为工厂学徒，在北平加入塞声剧社，成为演员。1945年参加八路军。1948年加入中国共产党。曾任冀察军区政治部挺进剧社、华北野战军纵队战线剧社演员。中华人民共和国成立后，任军文工团团员。1951年参加抗美援朝战争，任中国人民志愿军军文工团副队长、队长。回国后，历任总政治部文工团话剧团演员、分队长，八一电影制片厂演员、副导演。代表作品《回民支队》的马本斋、《林海雪原》的傻大个、《三国演义》的董卓、孟獲（配音）、《西游记》猪八戒配音。里坡于2013年3月31日凌晨4时01分因病医治无效，在中国人民解放军总医院逝世。

## 表演作品

### 电影作品
- 《冲破黎明前的黑暗》（1956）饰演 马大队长
- 《英雄虎胆》（1958） 饰演 马政委
- 《探亲记》（1958）
- 《英雄岛》（1959） 饰演 将军
- 《回民支队》（1959）饰演 马本斋
- 《海鹰》（1959） 饰演 海军上校
- 《林海雪原》（1960）饰傻大个
- 《英雄坦克手》（1962） 饰演 步兵师长
- 《红日》（1963）饰演 团长刘胜
- 《猎字“99”》（1978）饰演 公安局长
- 越战名片《铁甲008》（1980）饰 农奕戈
- 《党小组长》 （1986） 饰演 刘局长
- 《大决战》（1992）第三部：平津战役 饰 邓宝珊

### 电视剧作品
- 《紹興師爺》 饰：高将军
- 《三国演义》 ——董卓
- 《康熙微服私访记之八宝粥记》——徐元文
- 《葛定国同志的夕阳红》 友情出演
- 《家有九凤》 饰：秦大爷

## 导演作品
- 《风雨下钟山》（1982）导演，合作导演：袁先、韦林玉
- 《晋中大捷》导演作品

## 配音作品

### 电视剧
- 《西游记》——廣目天王 猪八戒（马德华）
- 《三国演义》 ——孟獲（胡戰利）

### 电影
- 《莫斯科保卫战》——铁木辛哥元帅
- 《啊！海軍》——山本五十六大將
- 《山本五十六》——草鹿龍之介中將
- 《巴頓》——巴頓
- 《中途島》——尼米茲上將